# Trichoscypha engong
Trichoscypha engong är en sumakväxtart som beskrevs av Engl. & Brehmer. Trichoscypha engong ingår i släktet Trichoscypha och familjen sumakväxter. Inga underarter finns listade i Catalogue of Life.